# Louisville Science Center
Le Louisville Science Center, anciennement nommé Louisville Museum of Natural History & Science, est le plus grand musée consacré à la science du Kentucky. Il est situé à Louisville dans le quartier de Downtown. Le musée fut créé en 1871 en tant que musée d'histoire naturelle et accueille chaque année un demi-million de visiteurs dont de nombreux étudiants de l'état sur près de 14 000 m2 d'expositions.
Le musée possède un cinéma IMAX de quatre niveaux depuis 1988. Sa façade est faite de calcaire et est décorée d'objets décoratifs en acier. Le bâtiment date de 1878 bien qu'à l'origine il s'agissait d'un entrepôt de marchandises. Il fut racheté par la ville en 1975 et le musée apparut en 1977.
En 2007, la ville a accepté d'acheter le bâtiment proche pour permettre au musée de s'étendre. Ce nouveau bâtiment date de 1880 et dispose d'une surface de 3 400 m2 sur cinq étages.